# Профинтерн (Акмолинская область)
Профинтерн (каз. Профинтерн) — упраздненное село в Сандыктауском районе Акмолинской области Казахстана. Входило в состав Белгородского сельского округа. Код КАТО — 116437303.

## География
Село располагалось в восточной части района, в 28 км на восток от центра района села Балкашино, в 12 км на север от центра сельского округа села Белгородское. 

## История
Ликвидировано в 2006 г.

## Население
В 1989 году население села составляло 87 человек (из них русских 87%).
В 1999 году население села составляло 36 человек (13 мужчин и 23 женщины).
| Численность населения | Численность населения |
| 1989                  | 1999                  |
| --------------------- | --------------------- |
| 87                    | ↘36                   |